# Killing in the Name
Killing in the Name – drugi singel amerykańskiego zespołu Rage Against the Machine, pochodzący z debiutanckiego albumu studyjnego tego zespołu, zatytułowanego Rage Against the Machine. Został wydany w 1993 roku.
Okładka singla, podobnie jak okładka albumu Rage Against the Machine przedstawia południowowietnamskiego mnicha buddyjskiego Thích Quảng Ðứca, dokonującego aktu samospalenia w Sajgonie w 1963 roku w proteście przeciwko prześladowaniom buddystów przez rząd prezydenta Ngô Đình Diệma, będącego z wyznania katolikiem.

## Zapożyczenia
- Motywu gitarowego z „Killing In The Name” użył polski zespół Flapjack w utworze pt. „Flapjack”, pochodzącym z albumu Ruthless Kick wydanego w 1994 roku.
- Utwór został użyty w grze komputerowej Grand Theft Auto: San Andreas z 2004 roku, w której można go usłyszeć w stacji radiowej Radio X.